# Gereformeerde Bond in de Protestantse Kerk in Nederland
De Gereformeerde Bond, voluit de Gereformeerde Bond in de Protestantse Kerk in Nederland, is een stroming binnen de Protestantse Kerk in Nederland (PKN). Van 1909 tot 2005 was de officiële naam Gereformeerde Bond tot verbreiding en verdediging van de Waarheid in de Nederlandse Hervormde (Gereformeerde) Kerk. De Bond is opgericht op 18 april 1906 als vereniging binnen de Nederlandse Hervormde Kerk. Ter aanduiding van de gereformeerde bond wordt ook wel de naam 'hervormd-gereformeerd' gebruikt. In 1909 verscheen de eerste editie van De Waarheidsvriend, nog altijd het officiële orgaan van de Gereformeerde Bond. Daarnaast wordt het tijdschrift Theologia Reformata uitgegeven. Aanhangers van de Gereformeerde Bond worden soms "Bonders" genoemd.
De Gereformeerde Bond is geen zelfstandig kerkverband, maar vormt een modaliteit, een stroming, oorspronkelijk in de Nederlandse Hervormde Kerk en tegenwoordig in de Protestantse Kerk in Nederland. Evenals de orthodox gereformeerde kerkverbanden die ontstonden uit de Afscheiding van 1834 of de doleantie van 1886 wil de Gereformeerde Bond vasthouden aan het gezag van de Bijbel als het door God geïnspireerde Woord, en de leer zoals samengevat door de algemeen christelijk en gereformeerde belijdenis geschriften de Nederlandse Geloofsbelijdenis, de Heidelbergse Catechismus en de Dordtse Leerregels (de Drie Formulieren van Enigheid).

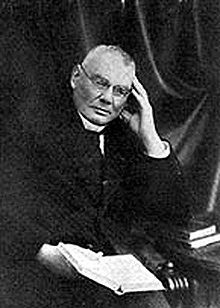
Hugo Visscher behoorde tot de oprichters van de Gereformeerde Bond, maar zijn verhouding met het hoofdbestuur later was complex.

## Geschiedenis
De Afscheiding van 1834 en de Doleantie in 1886 brachten forse aderlatingen van gereformeerd bloed teweeg uit de Nederlandse Hervormde Kerk. Toen Abraham Kuyper de Nederlandse Hervormde Kerk verliet zei hij: "Al Gods volk gaat met mij mee. Jan Rap en zijn maat blijven achter." Voor ds. Ph.J. Hoedemaker was dit de reden om in de Nederlandse Hervormde Kerk te blijven, juist om Jan Rap en zijn maat. Hij stond op het standpunt van de volkskerk. 
Er bleven er meer die onvoorwaardelijk achter de gereformeerde belijdenis bleven staan en ook op handhaving aandrongen. Hugo Visscher was zo iemand. Hoedemakers volkskerkgedachte vond hij een gevaarlijke illusie. 
De aanleiding tot de oprichting van de Gereformeerde Bond in de Nederlandse Hervormde Kerk was het moment dat in 1905 dominee Louis Adriën Bähler beweerde dat het christendom op één lijn was te stellen met andere godsdiensten en nog veel kon leren van het boeddhisme. De 'kwestie Bähler' maakte duidelijk in welk diep treurige toestand Nederlandse Hervormde Kerk verkeerde. 
"De ellende onzer Kerk brengt voortdurend een onberekenbaar grote schade toe aan de godsdienstige ontwikkeling van ons volk. Duizenden zijn door haar een prooi geworden van het ongeloof, dat binnen de organisatie [van de kerk onder de reglementen van 1816] vrij spel heeft, terwijl zij die naar Gods Woord begeren te leven, stelselmatig in hun diepste levensovertuigingen zich gekrenkt moeten gevoelen, omdat er voor alle wind van leer plaats is, maar niet voor handhaving en toepassing van de wettige belijdenis der Kerk."
Tot de oprichters van de Gereformeerde bond behoorden ds. E.E. Gewin (Utrecht), dr. H. Visscher (hoogleraar in Utrecht), Lodewijk Duymaer van Twist (Den Haag) lid van de Tweede Kamer voor de ARP, H.A. van de Westeringh (Burgemeester in Veenendaal), mr. C.S. van Dobben de Bruijn (Burgemeester van Hazerswoude), dr. J.D. de Lind van Wijngaarden (Utrecht), ds. L. van Mastricht (Barneveld) en ds. M. Jongebreur (Veenendaal).

## Prediking en gemeentebeschouwing
Binnen de Gereformeerde Bond is een bepaalde variëteit aan te wijzen in een meer bevindelijk en meer verbondsmatige orthodox-gereformeerde stroming. "De hervormd-gereformeerde beweging was een meerstromenland met Kuyperiaanse, bevindelijke en verbondsmatige invloeden" is de conclusie van een studie uit 2015 door John Exalto en Fred van Lieburg.
De verbondsmatige lijn binnen de Gereformeerde Bond is terug te vinden in het werk van met name J.G. Woelderink, K. Exalto, en A. van Brummelen. De bevindelijk-gereformeerde lijn wordt vooral vertegenwoordigd in het werk van G. Boer, L. Vroegindeweij en J. van der Haar.
In de huidige kerkelijke context is een deel van de Gereformeerde Bond te vergelijken met de middenflank van de Christelijke Gereformeerde Kerken en een deel van de Hersteld Hervormde Kerk. Een vertegenwoordiger van deze groep is drs. P.J. Vergunst, momenteel algemeen secretaris van de Gereformeerde Bond. 
Een jongere orthodox-progressieve stroming heeft overeenkomsten met de Gereformeerde Kerken Vrijgemaakt en aanverwante kerken. Een vertegenwoordiger van deze groep is Gijsbert van den Brink, hoogleraar aan de Vrije Universiteit. In juni 2017 publiceerde Van den Brink het boek En de aarde bracht voort, waarin hij een poging deed om het orthodox-christelijke scheppingsgeloof te verenigen met de evolutietheorie. Dit boek viel in zijn eigen kerkelijke achterban (de Gereformeerde Bond in de Protestantse Kerk in Nederland) niet onverdeeld in goede aarde en is binnen andere stromingen binnen de gereformeerde gezindte omstreden.

## Organisaties
De Gereformeerde Bond kent een aantal gelieerde organisaties, zoals de HGJB (Hervormd Gereformeerde Jeugd Bond), de GZB (Gereformeerde Zendingsbond) en de IZB (Inwendige Zendingsbond). Verder participeert de Gereformeerde Bond in de PKN via eigen leerstoelen aan de Protestantse Theologische Universiteit. Zo bekleedden in het verleden Jan Hoek, Gijsbert van den Brink, Cornelis Graafland, Arie de Reuver en Wim Verboom de functie van bijzonder hoogleraar aan verschillende universiteiten namens de Gereformeerde Bond.

## Kerkelijke eenheid en samenwerking
Interkerkelijk is er samenwerking met de kleine afgescheiden kerken, bijvoorbeeld in het reformatorisch onderwijssysteem, het Contactorgaan Gereformeerde Gezindte (COGG). Lokaal vindt er kanselruil plaats met predikanten uit de Christelijke Gereformeerde Kerken en in mindere mate de Hersteld Hervormde Kerk en de Gereformeerde Kerken vrijgemaakt.
Binnen de Gereformeerde Bond was er tot 2004 sterke weerstand tegen de Protestantse Kerk in Nederland (PKN), vooral vanwege bezwaren tegen haar kerkorde. Toen duidelijk werd dat ondanks het verzet de Protestantse Kerk er definitief zou komen, besloot de Gereformeerde Bond binnen de kerk te blijven. Uiteindelijk bleek in de hervormde synode een tweederdemeerderheid voor fusie van de Nederlandse Hervormde Kerk met de Gereformeerde Kerken en de Evangelisch-Lutherse Kerk tot de Protestantse Kerk in Nederland. 
Toen op 1 mei 2004 de fusie een feit werd, voltrok zich een scheuring die voornamelijk plaatsvond in gemeenten met leden van de Gereformeerde Bond. De vertrokken leden hebben zich verenigd in de Hersteld Hervormde Kerk (HHK).
Op 24 mei 2005 is de officiële naam veranderd in Gereformeerde Bond in de Protestantse Kerk in Nederland.

## Huidige theologische posities

#### Discussie rondom Bijbelvertaling
In 2002 werd op initiatief van de Gereformeerde Bond begonnen met een volledige revisie van de Statenvertaling, wat leidde tot de publicatie van de Herziene Statenvertaling in 2010. Een ander deel van de gereformeerde bonders heeft meegewerkt aan het project De Bijbel met uitleg, een editie van de Statenvertaling in de versie van de Gereformeerde Bijbelstichting met uitleg van woorden en verzen. Dit is opmerkelijk omdat de laatstgenoemde uitgave min of meer uit bezwaar tegen de Herziene Statenvertaling is ontstaan.

#### Discussie schepping en/of evolutie
In de Gereformeerde Bond is geen eenduidig geluid te horen rondom actuele thema's rondom schepping en/of evolutie. In 2017 schreef dr. Gijsbert van den Brink het boek En de aarde bracht voort, waarin hij de implicaties van de evolutietheorie op de gereformeerde theologie behandelde en betoogde dat deze niet strijdig hoeven te zijn.
In hetzelfde jaar schreef dr. Mart-Jan Paul het boek Oorspronkelijk waarin vastgehouden werd aan de zesdaagse schepping en de evolutietheorie niet inpasbaar werd geacht binnen de gereformeerde theologie.
Dr. M. Klaassen noemde de opvattingen van de theïstische evolutie "vlees noch vis". Volgens hem kan de theologie van de theïstische evolutie "de lakmoesproef van christelijke orthodoxie niet doorstaan. Je kunt niet God en Darwin hebben, zonder iets wezenlijks los te moeten laten." Klaassen verliet in 2022 de Protestantse Kerk en sloot zich aan bij de Hersteld Hervormde Kerk.

#### Liturgie
In 2016 kwam de liedbundel Weerklank gereed. Deze bundel is samengesteld door een aantal predikanten en organisten uit de kring van de Gereformeerde Bond. Waar gemeenten voorheen afwijzend hebben gestaan tegenover het zingen van gezangen in de eredienst, wil deze bundel voorzien in ‘verantwoorde liederen die passen bij de gereformeerde liturgie’. Anno 2019 wordt de bundel in enkele tientallen gemeenten gebruikt.

## Bekende personen uit de geschiedenis van de Gereformeerde Bond
- Hugo Visscher, medeoprichter en bestuurslid in de eerste jaren van de Gereformeerde Bond
- Johannes Severijn, bijzonder hoogleraar vanwege de Gereformeerde Bond
- Wim Aalders, predikant
- Cornelis Graafland, bijzonder hoogleraar vanwege de Gereformeerde Bond
- J. Catsburg (1929-1984), predikant Genderen (1958); Opheusden (1962); Sint Maartensdijk (1967); Katwijk aan Zee (1972) Garderen (1977)
- W. Chr. Hovius
- Cornelis Tukker, predikant
- Gijs Boer, predikant
- Derk Boswijk, politicus
- Jaco Geurts, politicus
- Leendert Vroegindeweij
- Jan van der Haar, predikant
- J.T. Doornenbal, predikant
- Leendert Kievit, predikant
- Willem Balke (1933-2021), predikant
- Jan van der Graaf (1937-2022), Van der Graaf was jarenlang de algemeen secretaris Gereformeerde Bond

#### Personen met een zekere bekendheid binnen en buiten eigen kring
- Wim Verboom (1941) diende als predikant de Hervormde Gemeenten te Benschop, Waddinxveen en Hierden. Was hoogleraar  in de geschiedenis van het Gereformeerde Protestantisme in Leiden.
- Arie de Reuver, die in 1994 vanwege de Gereformeerde Bond aan de Rijksuniversiteit Utrecht werd benoemd met als leeropdracht "gereformeerde godgeleerdheid"
- Gijsbert van den Brink (1963), hoogleraar aan de Vrije Universiteit Amsterdam
- Henk van den Belt (1971), hoogleraar systematische theologie aan de Vrije Universiteit Amsterdam en de Theologische Universiteit Apeldoorn
- Wim Moehn, hoogleraar theologie aan de Vrije Universiteit Amsterdam
- Mart-Jan Paul, hoogleraar aan de Evangelische Theologische Faculteit Leuven
- Piet Vergunst, algemeen secretaris Gereformeerde Bond
- Arjen Mensink, voorzitter Gereformeerde Bond
- Gerrit de Fijter, voormalig voorzitter van de synode van de Protestantse Kerk in Nederland.
- Jan Belder, predikant en columnist Reformatorisch Dagblad.
- Mirjam Bikker, politica.